# Bobsleigh aux Jeux olympiques de la jeunesse d'hiver de 2020
Navigation
2016 2024
Les deux épreuves de bobsleigh aux Jeux olympiques de la jeunesse d'hiver de 2020 ont lieu du 19 au 20 janvier 2020 au Stade Olympia Bobrun de Saint-Moritz en Suisse.

## Résultats
| Épreuve          | Or                           | Or            | Argent             | Argent        | Bronze        | Bronze        |
| ---------------- | ---------------------------- | ------------- | ------------------ | ------------- | ------------- | ------------- |
| Monobob masculin | Alexander Czudaj Andrei Nica | 2 min 24 s 80 | Non attribuée      |               | Quentin Sanzo | 2 min 25 s 18 |
| Monobob féminin  | Georgeta Popescu             | 2 min 26 s 84 | Viktória Čerňanská | 2 min 27 s 35 | Celine Harms  | 2 min 27 s 36 |

## Tableau des médailles
| Rang  | Nation        | Or | Argent | Bronze | Total |
| ----- | ------------- | -- | ------ | ------ | ----- |
| 1     | Roumanie      | 2  | 0      | 0      | 2     |
| 2     | Allemagne     | 1  | 0      | 1      | 2     |
| 3     | Slovaquie     | 0  | 1      | 0      | 1     |
| 4     | Liechtenstein | 0  | 0      | 1      | 1     |
| Total | Total         | 3  | 1      | 2      | 6     |